# Provoost (persoon)
De provoost, via het Frans prévôt, uit het Latijn propositus resp. praepositus = hogergeplaatste, was in de 16de eeuw een militaire ambtenaar met bevoegdheid van regimentspolitie, zowel bij land- als zeemacht.
Zijn taak was het om in zijn regiment het uitvoeren en inhouden van de veldverordening onder de landsknechten, alsook het voltrekken van disciplinaire strafmaatregelen. Tot tijdens de Dertigjarige Oorlog was de provoost verbonden aan een compagnie of vaandrig. Later was de provoost ook wel de gezaghebber in een gevangenis, of de (onder)officier die op een kazerne of in een garnizoensplaats belast was met de handhaving van orde en tucht. 
In sommige regio's was een provoost ook een gerechtelijk ambtenaar, vergelijkbaar met de schout, de ambtman of de baljuw.
Op oostindiëvaarders en bij de marine was de provoost ook politiecommissaris en officier van justitie. Het was de marine-onderofficier die verantwoordelijk was voor het gezag benedendeks. Op 22 juli 1895 werd deze functie per Koninklijk Besluit opgeheven. De laatste sergeant-provoost ging in 1906 uit dienst.
De benaming werd ten slotte soms ook wel gebruikt voor de onderleermeester in een schermzaal, thans nog voortlevend als prévôt bij Nederlandse schermverenigingen.